# کستونولید
کستونولید (به انگلیسی: Costunolide) یک ترکیب شیمیایی با شناسه پاب‌کم ۵۲۸۱۴۳۷ است. 